# Stanisław Sierosławski
Stanisław Sierosławski (ur. 8 maja 1877, Podgórze, zm. 6 października 1941, Warszawa) – polski pisarz, dziennikarz, tłumacz i konferansjer kabaretowy.
Studiował języki orientalne (sanskryt) na Uniwersytecie Jagiellońskim. Po studiach pracował jako dziennikarz. Należał do kręgu artystycznego związanego ze Stanisławem Przybyszewskim, który utrwalił w legendzie Tadeusz Boy-Żeleński w książce Znasz-li ten kraj?. Był współtwórcą kabaretu Zielony Balonik, w którym prowadził konferansjerkę. O czasach przybyszewszczyzny takie wspomnienie zanotował o nim Stanisław Helsztyński:

Najruchliwszym, najsprytniejszym okazał się w [...] akcji urządzania gniazdka dla Przybyszewskiego prawdziwy totumfacki, adlatus, wyręczyciel, lokaj i szambelan Jego Literackiej Mości Przybyszewskiego – Stasinek Sierosławski [...], niby student sanskrytologii, syn kapelmistrza wojskowego, sam niezgorszy wirtuoz gry fortepianowej, od pierwszej chwili oddany ciałem i duszą Stachowi [Przybyszewskiemu], a później jego żonie Dagny, jak i ich dzieciom, trzyletniemu Zenonkowi i jednorocznej Iwi.

Sierosławski tworzył nowele zebrane w tomach Okno naprzeciw (1904), Noc ślubna (1913), Ciekawe drogi (1922). Pisał do „Biblioteczki Historyczno-Geograficznej” anegdotyczno-sensacyjne epizody z życia postaci historycznych, np. Dramat królowej (1914), Miłość Wilhelma I (1914), Naszyjnik królowej (1925). Przełożył na polski m.in. Pannę Scudéry (1908) E.T.A. Hoffmanna, Lady Frederich (1909) Williama Maughama, Trzech muszkieterów (1926) Aleksandra Dumasa, Młyn na wzgórzu (1926) Karla Gjellerupa, Wyspę obiecaną (1926) Lauridsa Bruuna, Opowieści Artura Gordona Pyma (1931) Edgara Allana Poego i Ludzi za mgłą (1939) Josepha Gollomba.